# Aðaldælahreppur
Aðaldælahreppur és un antic municipi del nord d'Islàndia a la regió de Norðurland eystra amb una superfície de 564 km².
El 8 d'octubre de 2005 es va rebutjar la seva incorporació al municipi de Norðurøy mitjançant un referendum, però el 26 d'abril de 2008 es va incorporar al municipi de Þingeyjarsveit.